# Famille Delahante
 (avril 2023).
Si vous disposez d'ouvrages ou d'articles de référence ou si vous connaissez des sites web de qualité traitant du thème abordé ici, merci de compléter l'article en donnant les références utiles à sa vérifiabilité et en les liant à la section « Notes et références ».

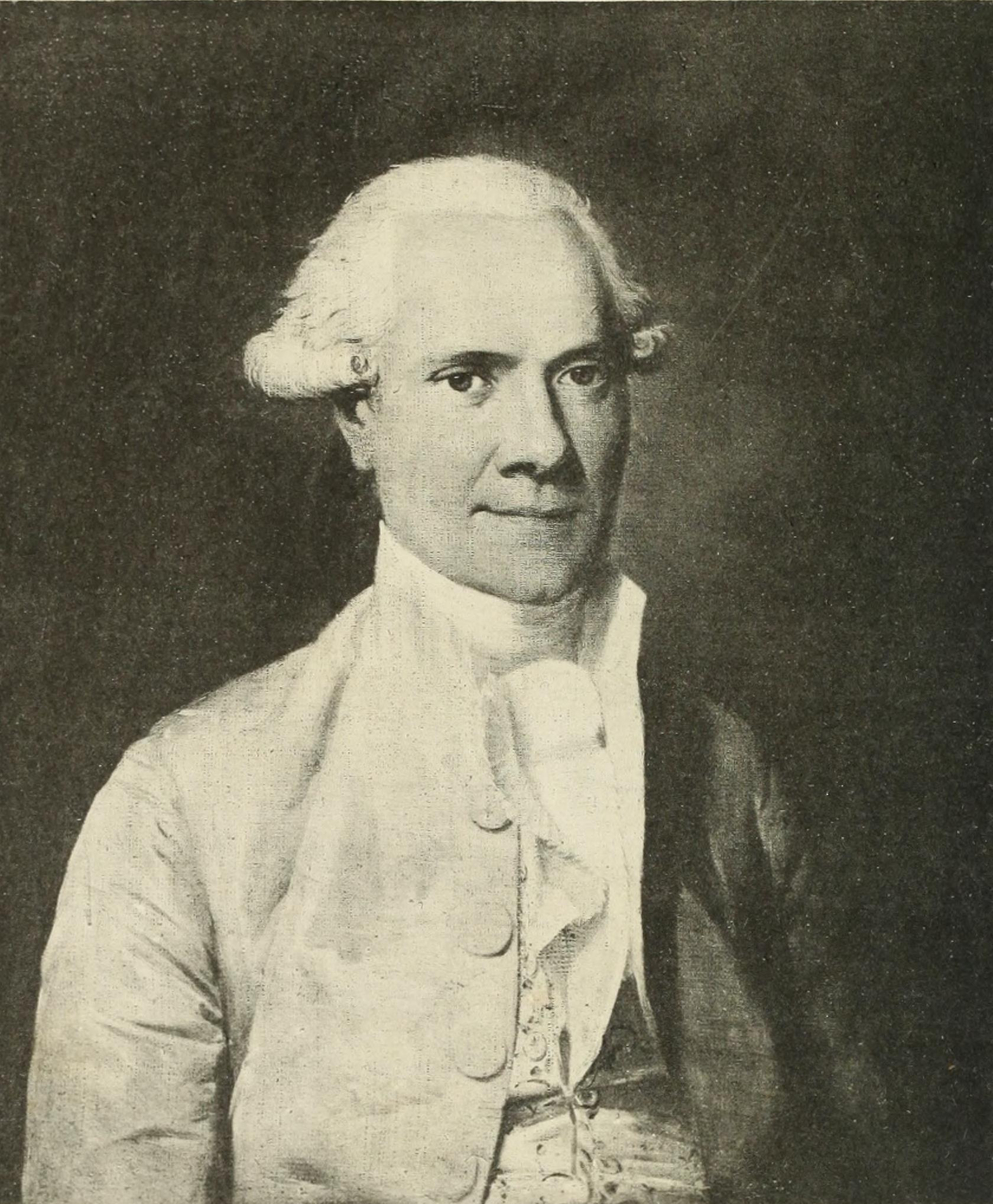
Étienne Marie Delahante (1743-1829).

La famille Delahante est une famille française de financiers aux XVIIIe et XIXe siècles.

## Liens de filiation entre les personnalités notoires
- Adrien Delahante (1714-1748), conseiller du roi et maître des eaux et forêts du duché de Valois.
  - Étienne-Marie Delahante (1743-1829), fermier général et homme politique. Il épouse Adèle de Parseval[1], fille du fermier général Pierre de Parseval (1724-1782) et d'Anne-Henriette André de La Guerche.
    - Adrien Delahante (1788-1854), administrateur et financier. Le 12 septembre 1809 à Senlis, il épouse Sophie Brossin de Saint-Didier[2].
      - Sophie Delahante (1812-1898) épouse à Mâcon le 21 novembre 1831[3] Armand-François Gravier (1802-1873) de la famille Gravier de Vergennes.
        - Marguerite Gravier (1833[4]-1921) épouse Maurice de Blic (1828-1904).

      - Adrien Delahante (1815-1884)[5], financier.
      - Gustave Delahante (1816[6]-1905), financier. Le 15 janvier 1838, il épouse à Paris Claire Le Vasseur de Villeblanche[7], fille de René Armand Le Vasseur de Villeblanche[8] (1749-1830), amiral et homme politique.
        - Sophie Delahante épouse à Paris le 6 mai 1856[9] Joseph Roullet, comte de La Bouillerie (1822-1894), homme politique.

      - Adèle Delahante (1819-1853) épouse à Paris le 19 avril 1836[10] son cousin Adolphe de Waru (1802-1890), financier, petit-fils d'Alexandre de Parseval (1758-1794), fermier général et gouverneur des Quinze-Vingts.

## Pour approfondir